# Пам'ятник адміралу Макарову (Миколаїв)
Пам'ятник адміралу Макарову — пам'ятник російському флотоводцю, океанографу, полярному досліднику, кораблебудівнику, віце-адміралу, встановлений у Миколаєві — місті, де народився Степан Осипович Макаров.
Пам'ятник розташований на Флотському бульварі, що до кінця 1970-х років носив ім'я адмірала Макарова (Бульвар адмірала Макарова або скорочено — «БАМ», як дотепер звуть його миколаївці).
У 1949 році, до 100-річчя флотоводця було встановлено перший пам'ятник Макарову, який являв собою погруддя, автором якого був О. О. Здиховський, і бульвар, який мав назву «Морський» став називатися бульваром Адмірала Макарова.
В 1976 році був встановлений сучасний пам'ятник Макарову. Скульптори А. А. Коптєв і О. Л. Сапєлкін, архітектор Ю. Т. Стешин .
Фігура адмірала виконана з бронзового сплаву, постамент — з рожевого полірованого граніту.
На п'єдесталі пам'ятника — бронзова дошка з написом (російською мовою):
| Макаров Степан Осипович (1848-1904 г.г.) Вице-адмирал, выдающийся флотоводец и ученый. Родился в г. Николаеве, погиб на броненосце «Петропавловск» |
| Макаров Степан Осипович (1848-1904 р.р.) Віце-адмірал, видатний флотоводець і вчений. Народився в м. Миколаєві, загинув на броненосці «Петропавловськ» |